# Síndrome da angústia respiratória do recém-nascido
Síndrome da Angústia Respiratória do Recém-nascido (SAR-RN), também chamada de Doença da Membrana Hialina ou Síndrome de Desconforto Respiratório do Recém-nascido, é definida como um distúrbio pulmonar que ocorre em neonatos decorrente da ausência ou de níveis insuficientes de surfactante pulmonar, o que resulta no colabamento dos alvéolos pulmonares devido à elevada tensão superficial.
Cerca de 60% dos neonatos com menos de 28 semanas são afetados pela síndrome, 30% dos menores de 30 semanas e aproximadamente 5% dos pré-termos tardios, ou seja, os recém-nascidos com idade gestacional de 34 a 36 semanas e 6 dias. No Brasil, a taxa de prematuridade é de cerca de 11,5%, quase duas vezes maior à observada nos países europeus. Segundo relatório anual da Rede Brasileira de Pesquisas Neonatais, cerca de 55,6% dos recém-nascidos incluídos na pesquisa necessitaram de terapia com surfactante durante a internação.

## Fisiopatogenia
A fisiopatologia da SAR-RN consiste principalmente em produção insuficiente de surfactante pulmonar – substância composta por fosfolipídios e proteínas responsável pela redução da tensão superficial alveolar, evitando colabamento dos mesmos – por prematuridade ou defeitos genéticos, presentes em neonatos nascidos a termo. Somado a isso, tem-se a complicação por fraqueza muscular respiratória e complacência de parede torácica prematura.
A atividade surfactante inadequada resulta em alta tensão superficial e, consequentemente, instabilidade pulmonar expiratória, baixo volume pulmonar e redução de complacência. O resultado patológico das alterações fisiológicas pulmonares é o desbalanço da relação ventilação-perfusão por colapso alveolar, gerando atelectasias e hipoxemia. Adicionalmente, o desequilíbrio é facilitado por shunts intrapulmonares e extrapulmonares da direita para a esquerda.
A deficiência de surfactante também leva a edema pulmonar – por absorção anormal de líquidos e baixo débito urinário – e aumento da resistência de vias aéreas, que auxiliam a piora da função pulmonar. Lesão alveolar e presença de infiltrado inflamatório, principalmente com presença de neutrófilos, contribuem para a intensificação do edema. O edema e a inflamação subjacente contribuem ainda para a conversão do surfactante em sua forma inativa, exacerbada por estresse oxidativo e mecânico mediados pela ventilação.
Todos os efeitos supracitados e, sobretudo, o desequilíbrio da relação ventilação-perfusão e o desvio de sangue intrapulmonar da direita para esquerda levando a shunt contribuem para a Hipoxemia neonatal. Alvéolos menores sofrem colabamento e não oxigenam (ou oxigenam mal) o sangue perfundido em sua região, ao passo que alvéolos maiores inicialmente sofrem hiperinflação, mantendo oxigênio não participante na hematose (troca gasosa) em seu conteúdo interno.
A ventilação insuficiente, ocasionada pelo colapso de grande parte do pulmão, resulta em valores elevados de pressão parcial de dióxido de carbono (PaCO2), possibilitando a ocorrência de acidose respiratória e acidose metabólica. Em resposta à hipoxemia generalizada e ao comprometimento da perfusão tecidual, o organismo faz uso do metabolismo celular anaeróbico, que produz como metabólito o ácido lático, contribuindo para um possível cenário de acidose metabólica.

## Quadro clínico
A identificação clínica de SAR-RN é baseada inicialmente na confirmação da prematuridade do recém-nascido, em geral naqueles nascidos com peso inferior a 1500g, o qual corresponde, também, ao maior fator de risco. Entre os outros fatores, destacam-se diabetes melito, gestação múltipla, parto cesariano sem trabalho de parto prévio, raça caucasiana, sexo masculino, asfixia perinatal, hipertensão arterial crônica e pré-eclâmpsia.
Os sinais e sintomas observados, comumente ao nascimento ou nas primeiras horas após o nascimento, incluem:
- Elemento de lista com marcas
- Dificuldade respiratória
- Taquipneia
- Gemidos respiratórios ou estridores
- Retrações (esternal ou costal)
- Batimentos de asa de nariz
- Cianose
- Edemas de extremidades

## Critérios diagnósticos
Além da história clínica e do exame físico clínico, exames laboratoriais e de imagem podem contribuir no diagnóstico de SAR-RN. À radiografia de tórax, o aspecto clássico da SAR-RN é descrito como “vidro moído”, o qual é marcado por um infiltrado reticulogranular difuso distribuído uniformemente nos campos pulmonares. Além disso, observa-se presença de broncogramas aéreos e aumento de líquido pulmonar.
A deficiência de surfactante pulmonar pode ser identificada laboratorialmente ainda durante o pré-natal. Parâmetros que podem se observar alterados nesse período incluem a relação lecitina/esfingomielina (L/E), a relação surfactante-albumina, a contagem de corpúsculos lamelares no líquido amniótico, a dosagem de fosfatidilglicerol e a dosagem do índice de formação da espuma estável.
Dentre as etiologias que requerem um diagnóstico diferencial com SAR-RN, valem destacar: pneumonia/infecção, taquipneia transitória do recém-nascido (TTRN), Pneumotórax, hipertensão pulmonar persistente do recém-nascido (SHPP) e malformações cardiopulmonares congênitas.

## Tratamento
O tratamento consiste em cuidados gerais (manter temperatura, ofertar líquidos de forma adequada, cuidar com infecções), em cuidados com parâmetros ventilatórios (podendo utilizar ventilação mecânica, CPAP, ventilação de alta frequência), e, como principal terapia, a administração de surfactante exógeno.
O surfactante deve ser oferecido de forma mais precoce possível, e preferencialmente por métodos menos invasivos, como o método LISA.

## Complicações
Deve-se suspeitar de complicações como: pneumotórax, pneumomediastino, pneumopericárdio ou enfisema intersticial, se o neonato com SAR apresentar hipotensão, apneia, bradicardia ou acidose persistente. Além disso, outras complicações agudas seriam hemorragia intracraniana e a persistência do canal arterial que pode causar insuficiência cardíaca e edema pulmonar, afetando a capacidade respiratória, uma vez que diminui a complacência e o surfactante pulmonar. Complicações a longo prazo incluem displasia broncopulmonar e resultados da prematuridade como: déficit do neurodesenvolvimento e retinopatia da prematuridade.

## Prevenção
É necessário fazer, cuidadosamente, um monitoramento fetal, avaliar indicadores bioquímicos de maturidade pulmonar fetal no líquido amniótico, tratar distúrbios maternos subjacentes, administrar glicocorticosteroides (pois melhora a função pulmonar) e tocolíticos (postergam partos prematuros) na mãe.